# قصر خانسراي
يقع قصر خانسراي في بلدة باختشيساراي في شبه جزيرة القرم. تم بناء القصر في القرن السادس عشر وأصبح مقرا لخانية القرم. تحتوي المساجة المسورة للقصر على مسجد وحرملك ومقبرة وأماكن معيشة وحدائق. تم تزيين المقصورة الداخلية لتظهر وكأنها على طراز تتار القرم التقليدي الذي يعود إلى القرن السادس عشر. وهي واحدة من أشهر القصور الإسلامية الموجودة في أوروبا، إلى جانب قصر توبكابي وقصر طولمة باغجة وقصر يلدز وقصر آينالي كواك وقصر أدرنة وقصر جراغان في تركيا وقصر الحمراء في إسبانيا.

## التاريخ
تم بناء مدينة باختشيساراي والقصر من قبل سلالة خانية القرم، الذين نقلوا عاصمتهم هنا من ستاري قرم في النصف الأول من القرن السادس عشر. تم بناء تصميم القصر ومآذنه المعقدة في القرن السادس عشر من قبل المهندسين المعماريين العثمانيين والفارسيين والإيطاليين. تطلبت الأضرار اللاحقة إعادة بناء جزئية، لكن الهيكل لا يزال يشبه شكله الأصلي. تم إلحاق بعض المباني الموجودة حاليًا في القصر في وقت لاحق، في حين أن بعض المباني الأصلية لم تستطع الصمود بعد القرن الثامن عشر.
في عام 2018 ، دمرت السلطات الروسية القصر بشكل لا يمكن إصلاحه تحت غطاء أعمال الترميم، كجزء من الاضطهاد المستمر لتتار القرم في شبه جزيرة القرم.

## جامع خان بيك

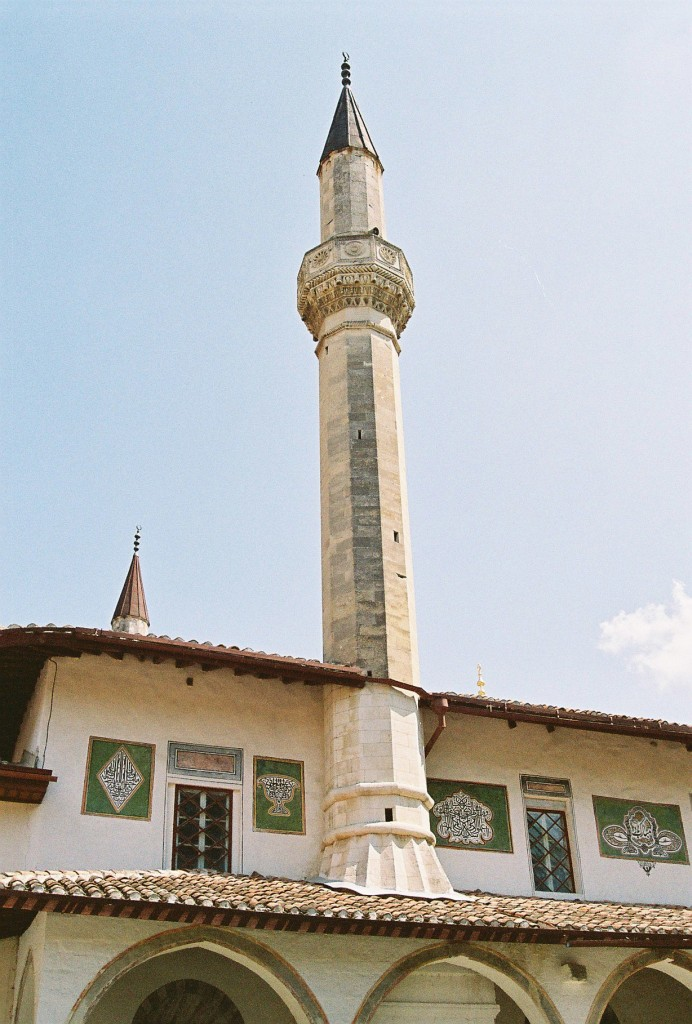
منارة في القصر

يقع جامع خان بيك (بلغة القرم التترية: Büyük Han Cami) في ساحة القصر إلى الشرق من البوابة الشمالية. وهي واحد من أكبر المساجد في شبه جزيرة القرم وأحد المباني الأولى لقصر الخان. تم بناء المسجد في عام 1532 بواسطة صاحب الأول جيراي وحمل اسمه في القرن السابع عشر.

## معرض الصور
المبنى

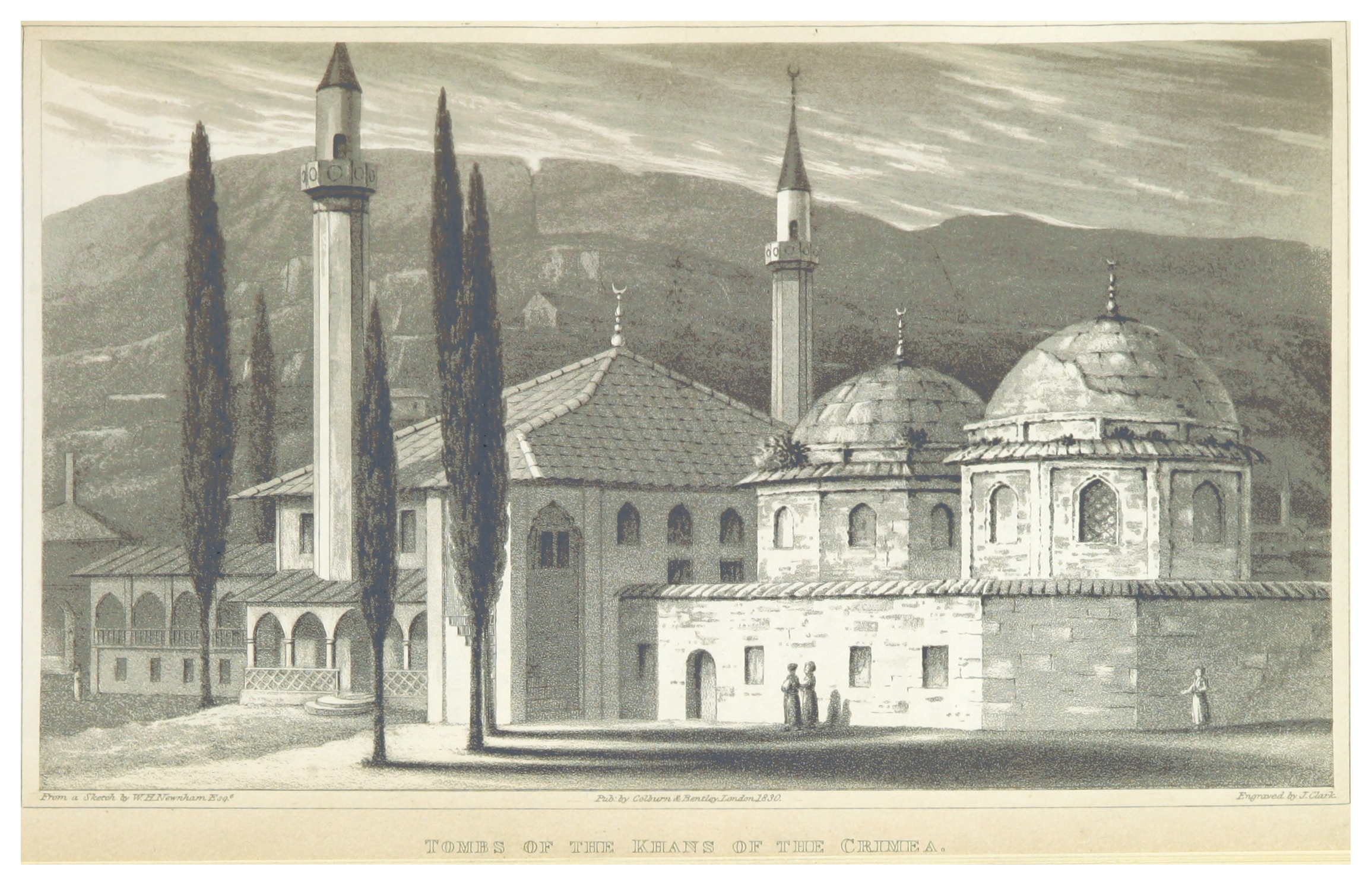
القصر عام 1830
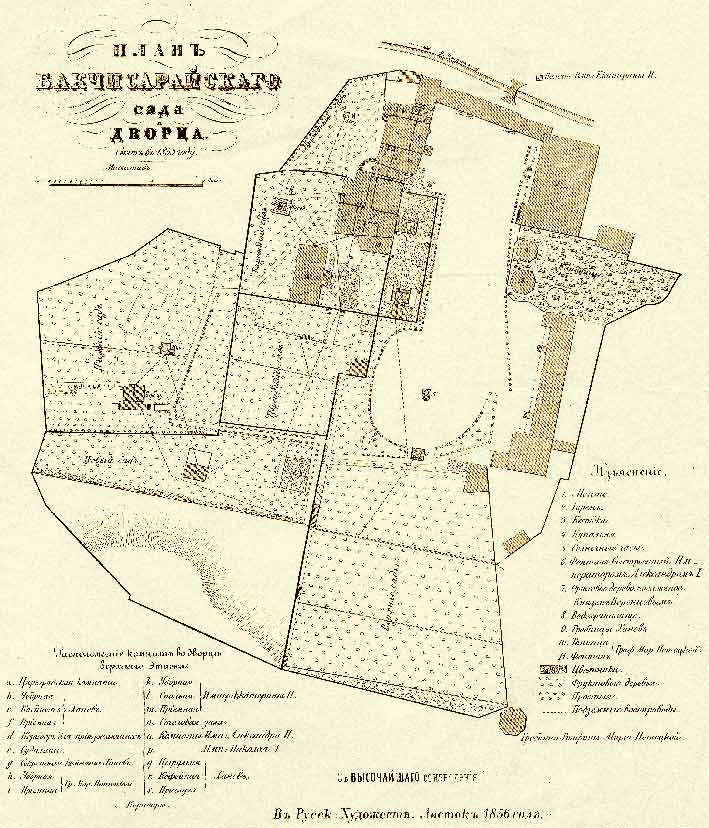
خريطة القصر والحديقة عام 1855
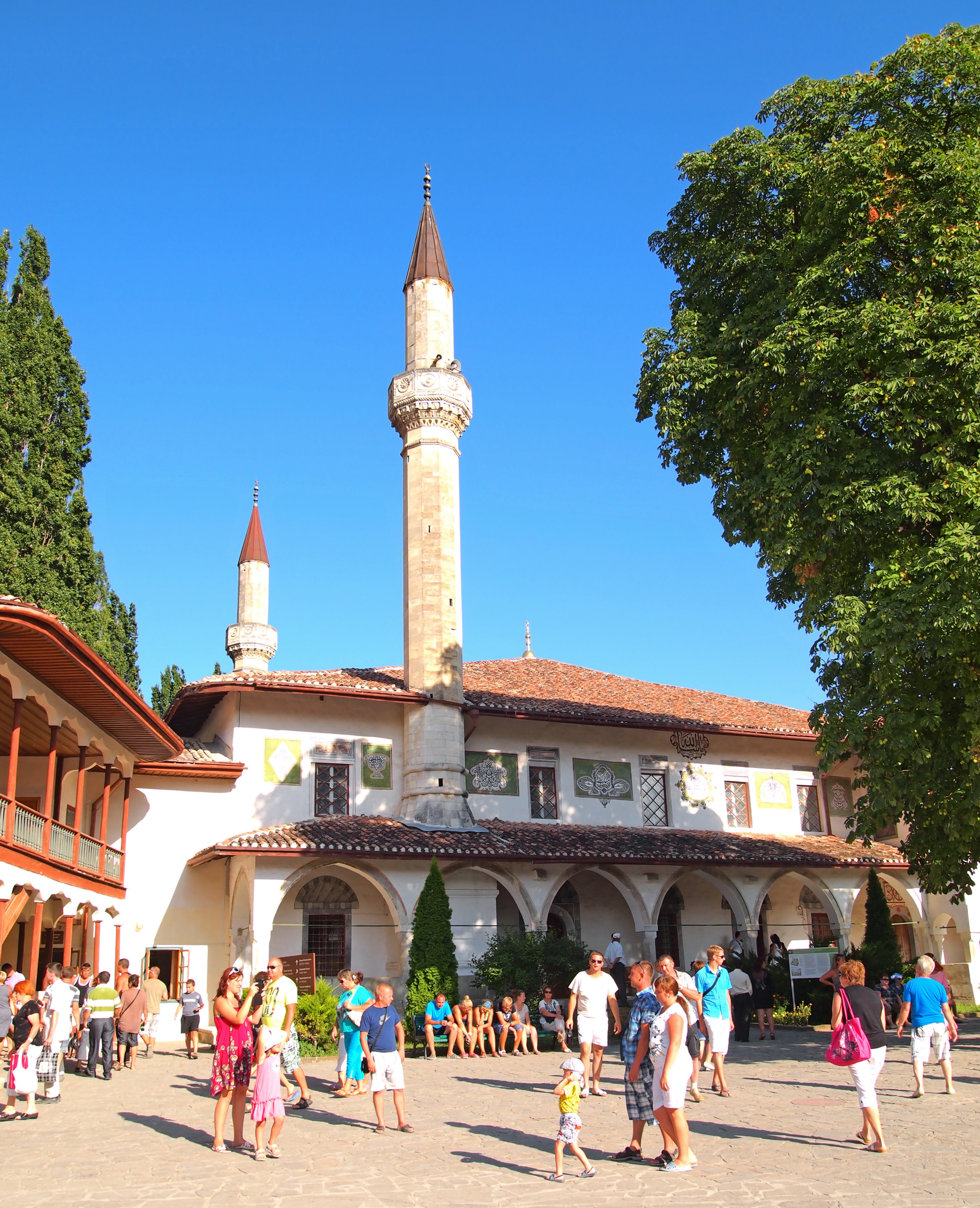
المسجد الكبير في القصر
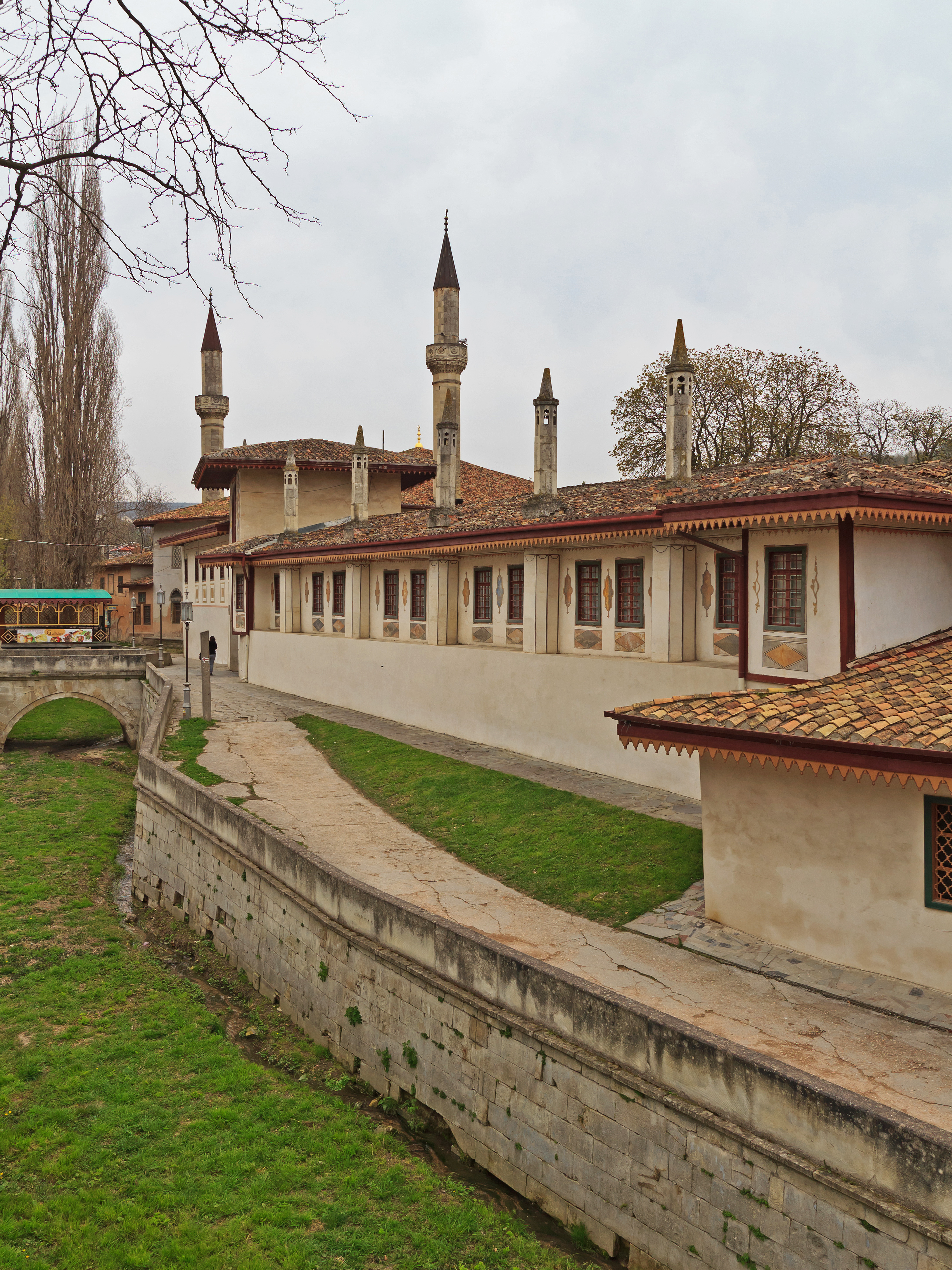
القصر
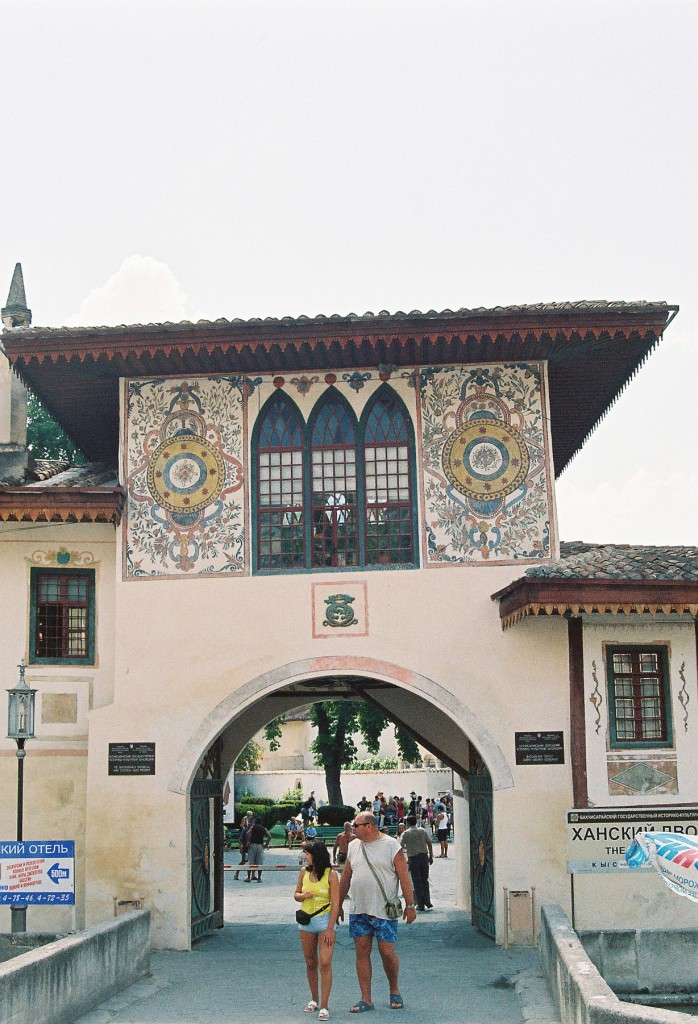
البوابة الشمالية
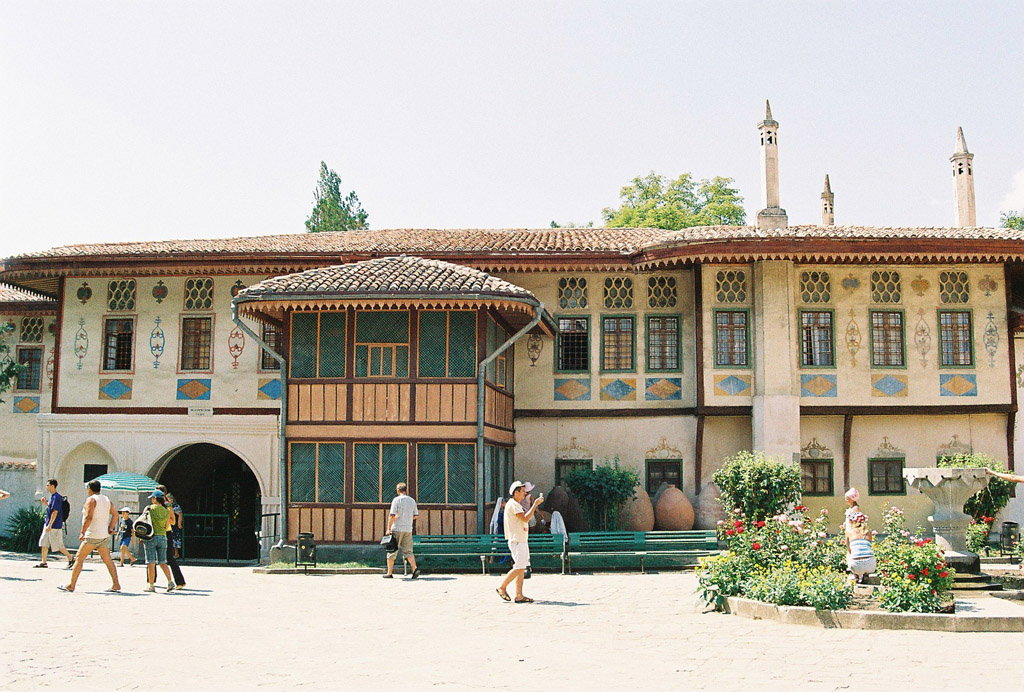
أماكن المعيشة
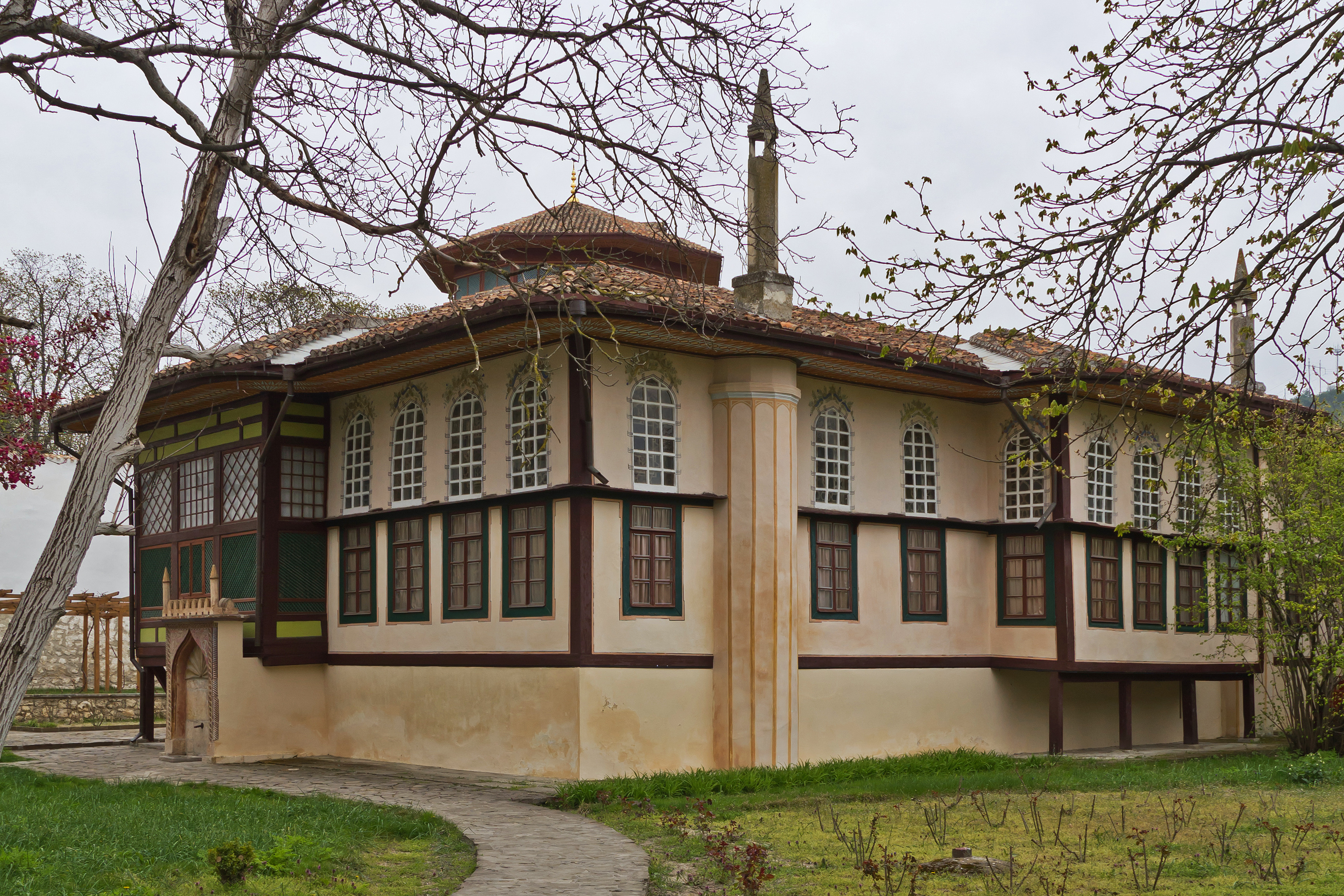
الحرملك

الداخل

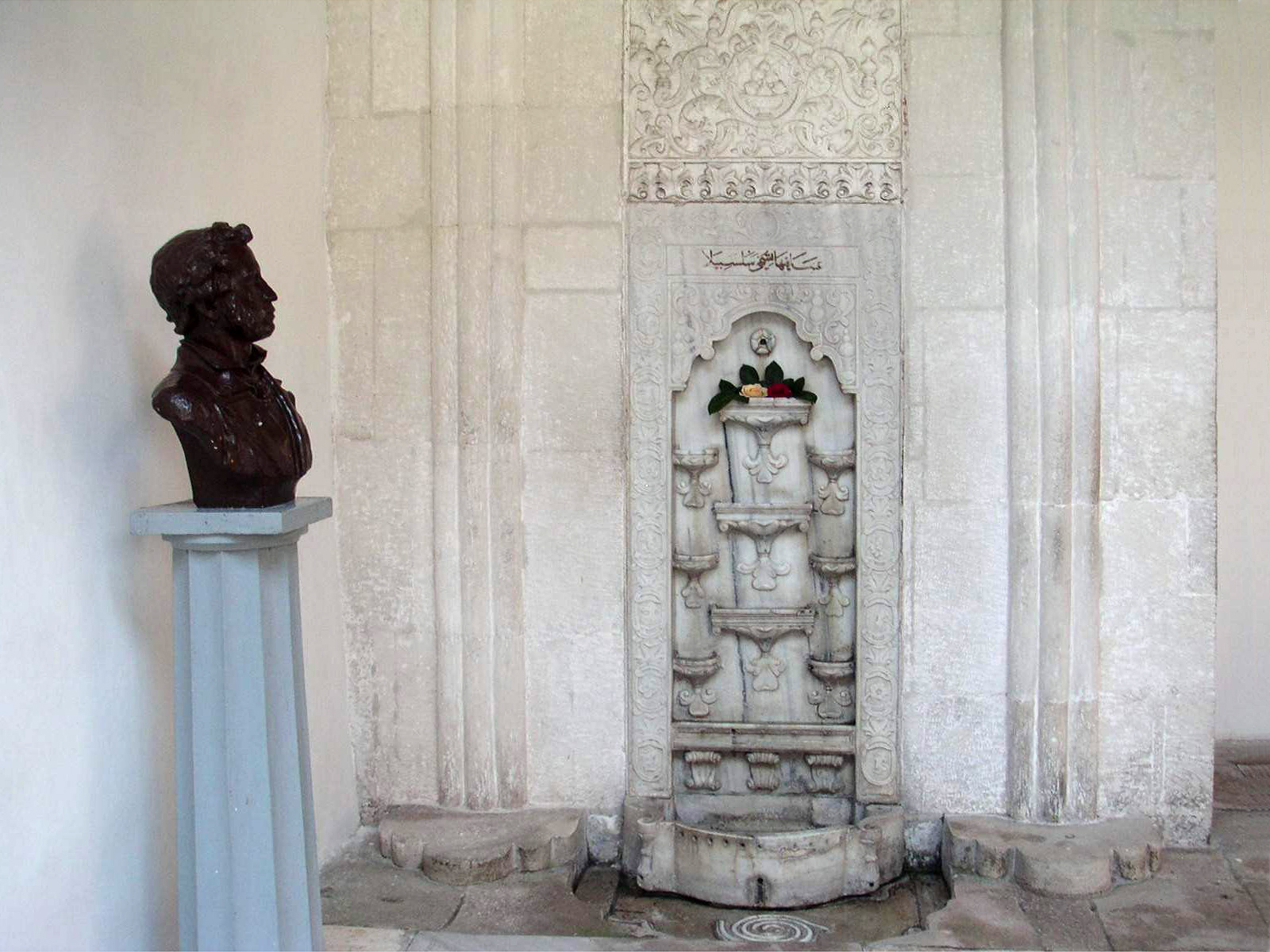
نافورة الدموع
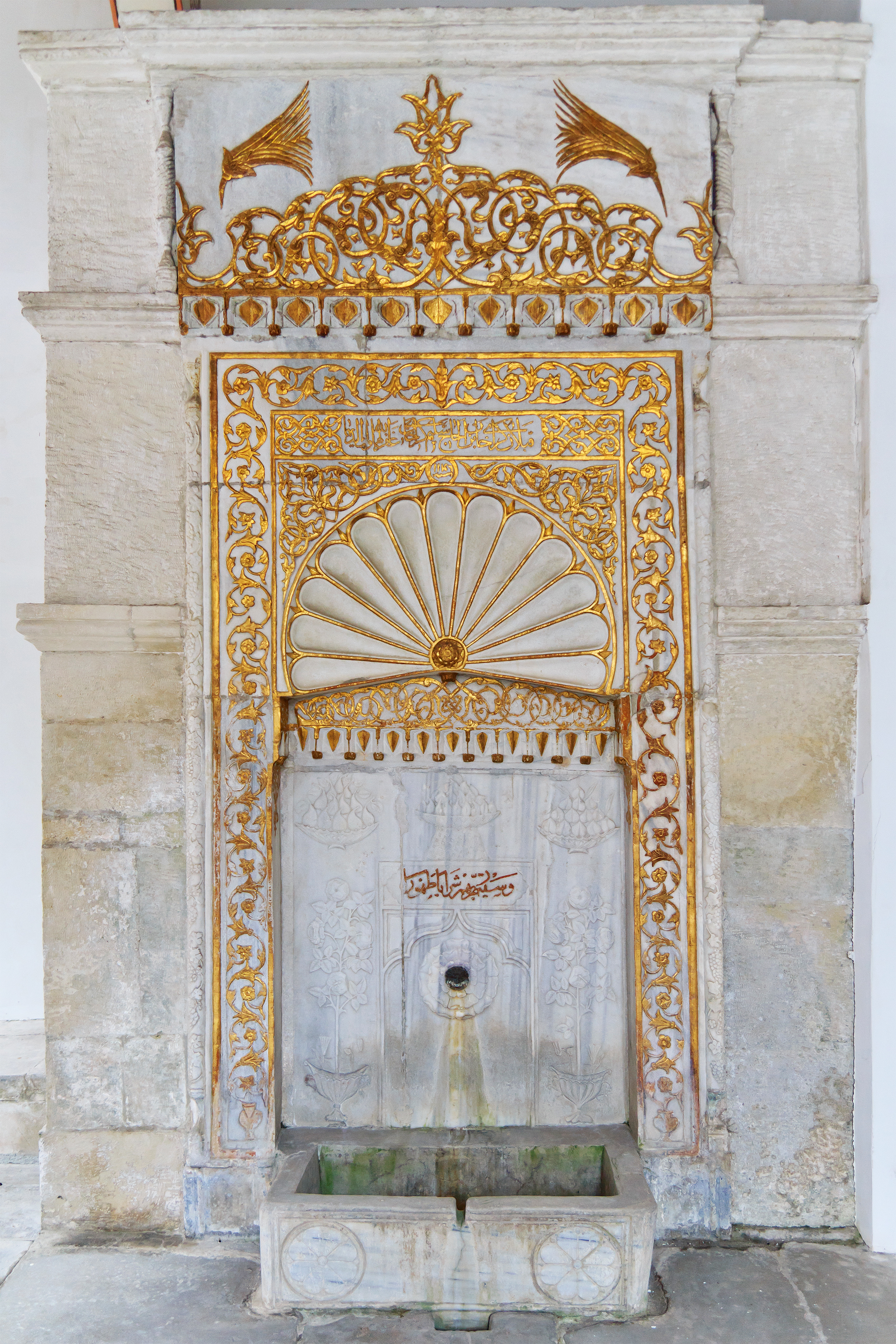
النافورة الذهبية
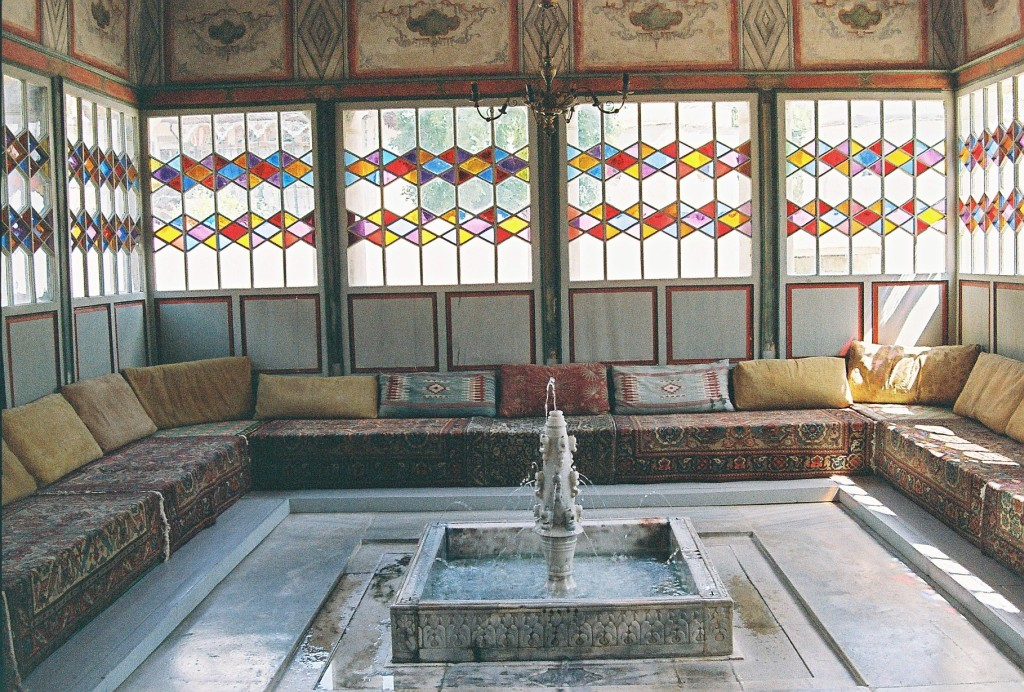
الجناح الصيفي
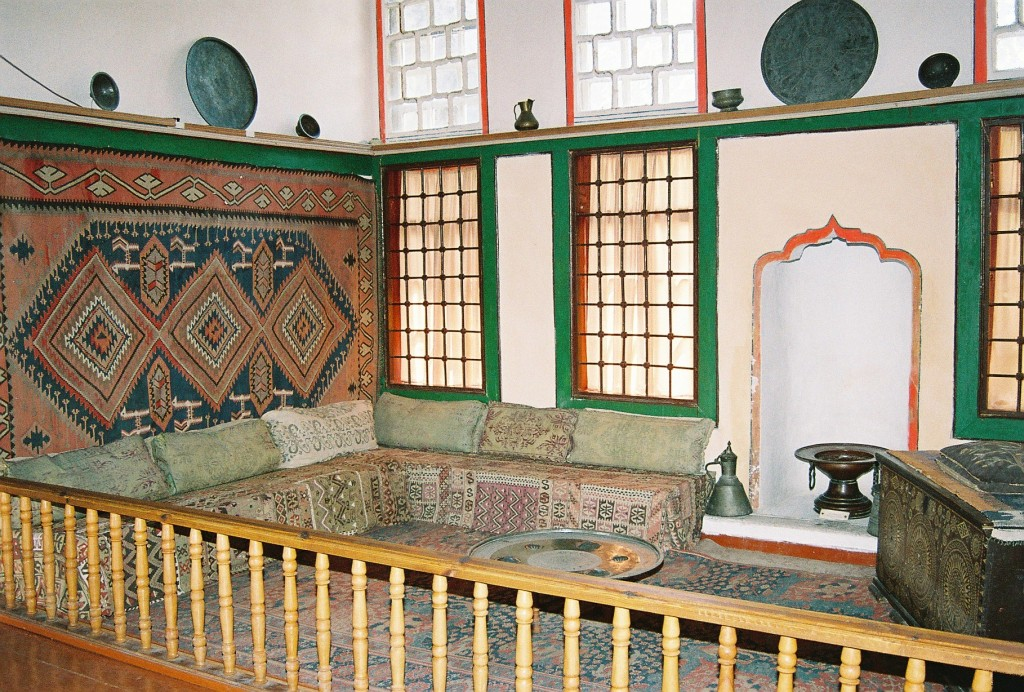
داخل الحرملك